# Invasão de Guadalupe (1810)
A Invasão de Guadalupe foi uma operação anfíbia britânica travada entre 28 de janeiro e 6 de fevereiro de 1810 na Ilha de Guadalupe, Caribe, durante as Guerras Napoleônicas. A ilha foi uma das ultimas colônias remanescentes da França nas Américas, após a sistemática invasão e a captura das outras colônias durante 1809 pelas forças britânicas. Durante as Guerras Napoleônicas, as colônias francesas forneceram portos protegidos para corsários e navios de guerra franceses, que podiam atacar as inúmeras rotas comerciais britânicas no Caribe e depois retornar às colônias antes que os navios de guerra britânicos pudessem reagir. Em resposta, os britânicos instituíram um bloqueio das ilhas, estacionando navios em todos os portos e apreendendo qualquer embarcação que tentasse entrar ou sair. Com o comércio e comunicação tornando-se perigosos pelos esquadrões de bloqueio britânicos, as economias e moral das colônias francesas começaram a entrar em colapso e, no verão de 1808, mensagens desesperadas foram enviadas à França solicitando ajuda.
Apesar dos repetitivos esforços, a Marinha Francesa não conseguiu reforçar e reabastecer a guarnição, visto que seus navios foram interceptados e derrotados tanto em águas europeias quanto no Caribe. Os britânicos tinham interceptado números destas mensagens, e lançaram uma série de invasões de sucesso durante 1809, até Guadalupe ser a única colônia francesa restante. Uma força expedicionária britânica desembarcou em 28 de janeiro de 1810, e descobriu que a maior parte da guarnição das milícias tinha desertado. Avançando de duas praias no desembarque em lados opostos da ilha, eles foram capazes de empurrar rapidamente o interior. Não foi até chegarem a Beaupère–St. Louis, um cume fora da capital Basse-Terre, que a força expedicionária enfrentou forte oposição, mas em uma batalha que durou além de 3 de fevereiro, os franceses foram derrotados e expulsos. O comandante da ilha, Jean Augustin Ernouf, iniciou as negociações de entrega no dia seguinte.

## Antecedentes

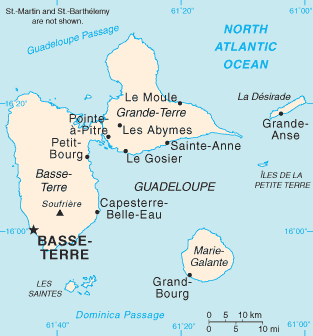
Mapa de Guadalupe

As colônias francesas das Índias Ocidentais durante as Guerras Napoleônicas foram quase completamente isoladas da França devido à estratégia naval britânica de bloqueio aproximado: esquadrões dos navios de guerra da Marinha Real Britânica patrulhavam as costas da própria França e das ilhas das Índias Ocidentais sob controle francês. Isso dificultou as comunicações, restringiu severamente o comércio e impediu o reforço das guarnições francesas durante o conflito. Como resultado, as colônias começaram a sofrer escassez de alimentos, suas economias estagnaram e o moral público e militar começou a se deteriorar severamente. Desesperados, os comandantes das principais colônias, as Ilhas de Sotavento de Martinica e Guadalupe, enviaram uma série de mensagens à França durante o verão de 1808, pedindo ao governo que enviasse alimentos e suprimentos militares. Os franceses responderam com uma série de fragatas e embarcações menores, navegando para o Caribe de forma independente ou em pequenos esquadrões. Alguns desses navios chegaram a seus destinos, mas a maioria foi capturada pelos bloqueios da Marinha Real na França ou nas ilhas. Os poucos navios que chegaram ao porto com segurança ficaram presos, incapazes de fazer a viagem de volta sem arriscar a derrota aos navios britânicos que esperavam no mar.
Os britânicos tinham interceptado um número de mensagens enviadas para a França, e foi tomada a decisão de invadir e capturar as Antilhas Francesas, antes que os reforços substanciais pudessem chegar. Durante o inverno de 1808, navios e tropas de todo o Caribe começaram a se reunir fora de Barbados sob o comando do vice-almirante Sir Alexander Cochrane e do Tenente General George Beckwith, com a intenção de invadir Martinica no início de 1809. Uma força menor foi enviada para Caiena, que foi invadida e capturada no início de janeiro de 1809. No final de janeiro iniciou-se a invasão da Martinica, e apesar da resistência nas terras altas centrais, a ilha foi tomada pelos invasores em 25 dias. Cochrane então dividiu sua atenção, enviando vários navios e homens para ajudar os espanhóis no cerco de Santo Domingo, enquanto ainda mantinha uma forte força de bloqueio nas ilhas Sotavento. Em abril de 1809, um forte esquadrão de reforço de três navios da linha e duas fragatas "en flute" com suprimentos chegou às Ilhas dos Santos, ao sul de Guadalupe. Lá eles foram bloqueadas até 14 de abril, quando uma força britânica do major-general Frederick Maitland invadiu e capturou as ilhas. O esquadrão francês conseguiu escapar durante a noite seguinte e os três navios da linha foram para o norte com os britânicos. Atrás deles, as duas fragatas francesas foram para Basse-Terre em Guadalupe com seus suprimentos e reforços. Mais tarde, os três navios da linha separaram-se e o Hautpoult foi capturado após três dias perto da costa sul de Porto Rico, enquanto os outros dois escaparam para a França. As duas fragatas francesas foram presas em Basse-Terre. Em junho, as fragatas tentaram retornar à França. Apenas uma das fragatas escapou do esquadrão de bloqueio, embora o fugitivo também tenha sido capturado um mês depois no Atlântico Norte.
As tentativas francesas subsequentes de suprir sua única colônia remanescente em Guadalupe foram menores, a maioria dos brigues enviados foi apreendido sem chegar à ilha. A única tentativa significativa, lançada em novembro de 1809, obteve sucesso inicial na destruição da fragata britânica HMS Junon em 13 de dezembro, mas finalmente falhou quando os dois armazéns armados, Loire e Seine foram destruídos em 18 de dezembro, em uma batalha com um esquadrão britânico no litoral sul de Guadalupe. Durante o outono e inverno, as forças britânicas foram coletadas de todo o Caribe em Fort Royal, Martinica, por Cochrane e Beckwith para a invasão de Guadalupe.

## Preparações
Beckwith reuniu 6.700 homens de várias guarnições e origens, seus homens pertencentes ao 3°, 4°, 6° e 8° Regimento da Índia Ocidental, o 1°, 15°, 19°, 25°, 63° e 90° Regimento Real, e a Guarda Real de Iorque, assim como 300 artilheiros da guarnição e diversas forças de milícia. Estas tropas foram divididas em duas divisões: a maior, com 3.700 homens sob Beckwith com comando subordinado dado ao major-general Thomas Hislop, deveria ser implantada em Le Gosier na costa sul da ilha. A segunda divisão, com 2.450 homens sob o brigadeiro-general George Harcourt, foi inicialmente ordenada a esperar nas Ilhas dos Santos antes de serem implantados após o ataque principal à retaguarda da guarnição francesa. Uma pequena reserva sob o brigadeiro-general Charles Wale seguiria o assalto principal para prestar apoio, se necessário. Como os franceses não tinham recursos navais significativos na ilha, a contribuição da Marinha Real era muito menor do que a exigida para a invasão da Martinica no ano anterior. Cochrane anexou navios de linha às duas divisões, Beckwith navegou no navio-almirante dele, o HMS Pompee, acompanhado por HMS Abercrombie com o comodoro William Charles Fahie, enquanto Harcourt navegou com o comodoro Samuel James Ballard no HMS Scepter. Ballard e Fahie estavam no comando dos transportes e embarcações menores que carregavam as forças de invasão e tinham a responsabilidade de garantir que os desembarques anfíbios fossem bem-sucedidos, bem como de quaisquer unidades navais que participassem da campanha terrestre.
Os defensores franceses foram enfraquecidos por anos de isolamento causados pelo bloqueio britânico. Embora as tropas francesas disponíveis estivessem entre 3 000 e 4 000, houve uma epidemia na ilha e uma proporção significativa da guarnição, formada principalmente pelo 66º Regimento, era inadequada para o serviço. Além da capital, o restante das defesas da ilha era ocupada por uma milícia formada por habitantes locais, entre os quais o moral era baixo e as taxas de deserção eram altas. Havia pouca oferta de suprimentos militares e de alimentos e o governador, general Jean Augustin Ernouf, não conseguiu manter guarnições em todo o extenso perímetro da ilha.

## Invasão

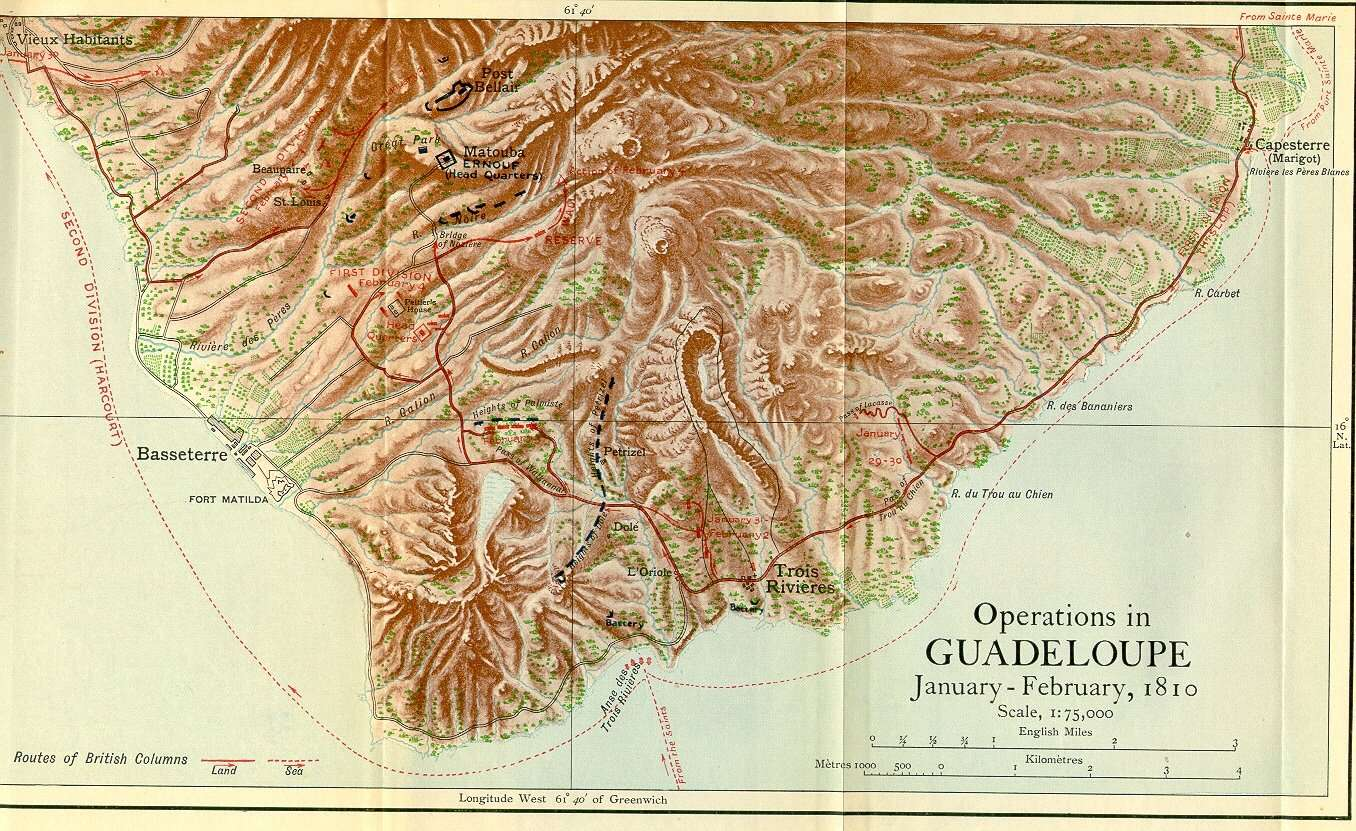
Operações militares britânicas no sul de Guadalupe, 1810

Depois de um breve período de consolidação na Dominica, Cochrane e Beckwith partiram para Guadalupe em 27 de janeiro de 1810, chegando de Le Gosier à noite e desembarcando a maior divisão na vila de Sainte-Marie, sob o comando de Hislop. A divisão se dividiu, com uma metade marchando para o sul em direção a Basse-Terre e a outra ao norte. Sequer encontrando oposição séria, as forças da milícia desertaram em grande número e abandonaram suas fortificações quando os britânicos se aproximaram. Os britânicos que aproximavam-se mandavam mensagens ordenando a rendição de cidades e fortes, e as duas forças fizeram rápido progresso nos dois dias seguintes. Em 30 de janeiro, Ernouf assumiu posição com sua guarnição restante no cume das terras altas de Beaupère–St. Louis que guardava os acessos a Basse-Terre, Hislop formou seus homens na posição frontal da de Ernouf. Mais tarde, os homens de Harcourt desembarcaram ao norte de Basse-Terre, flanqueando as posições francesas mais fortes em Trois-Rivières e forçando sua retirada para a própria Basse-Terre.
Com a capital sendo bombardeada por baterias de armas montadas por marinheiros da Marinha Real organizados em brigadas navais, Ernouf marchou para encontrar os britânicos na planície de Matabar, em 3 de fevereiro. Atacou os britânicos e inicialmente os expulsou, antes que números superiores o obrigassem a aposentar-se depois que foi flanqueado pela força de Wale atacando do norte. O general Wale foi ferido no ataque, no qual seus homens sofreram 40 baixas. Uma testemunha ocular, um marinheiro irlandês do HMS Alfred, afirmou que Ernouf havia colocado uma grande mina terrestre ao longo de sua linha de retirada e planejava detoná-la quando os britânicos avançassem, mas foi impedido de fazê-lo quando Beckwith localizou a armadilha e recusou-se a ser atraído para ela, embora essa história não apareça em outros relatos. Enquanto Ernouf recuava, o comodoro Fahie aproveitou a oportunidade para atacar a cidade indefesa de Basse-Terre, aterrissando com uma força dos fuzileiros navais reais e capturando a cidade, cortando a rota de fuga de Ernouf. Isolado e cercado, o general francês solicitou uma trégua às 08:00 de 4 de fevereiro para enterrar os mortos da batalha no dia anterior. Isso foi aceito e, em 5 de fevereiro, ele rendeu-se formalmente.

## Consequências
Baixas britânicas na operação somaram 52 mortos e 250 feridos, com sete pessoas desaparecidas. As perdas francesas foram mais pesadas, com cerca de 500 a 600 baixas ao longo da campanha. 3.500 soldados foram capturados com seus oficiais, canhões e a Águia Imperial Francesa do 66° regimento. Como Napoleão rescindiu a troca de prisioneiros do sistema anteriormente em vigor, todos os prisioneiros continuariam em mãos britânicas até 1814. A águia capturada foi enviada à Grã-Bretanha, foi a primeira Águia francesa capturada durante as Guerras Napoleônicas. Em 22 de fevereiro, as colônias holandeses vizinhas de São Martinho, Santo Eustáquio e Saba foram persuadidas a renderem-se sem lutar por navios enviados pela frota de Cochrane. Os oficiais britânicos foram recompensados por seus sucessos: Beckwith foi condecorado e permaneceu no Caribe até se aposentar em 1814 com problemas de saúde, enquanto Cochrane e Hislop foram promovidos. Todos os oficiais e homens da expedição receberam os agradecimentos de ambas as Casas do Parlamento e dez anos mais tarde, os regimentos e navios que participaram (ou seus descendentes) foram premiados com a honra de batalha Guadaloupe 1810. Quatro décadas após a operação, entre as ações de reconhecimento foi dado um broche vinculado à Medalha Naval de Serviços Gerais e a Medalha Geral de Serviços Militares, concedida mediante solicitação a todos os participantes britânicos ainda vivos em 1847.
Guadalupe foi tomada como uma colônia britânica durante o restante da guerra, apenas restaurada à França após a abdicação de Napoleão em 1814. No ano seguinte, durante os Cem Dias, o governador de Guadalupe, Charles-Alexandre Léon Durand Linois, declarou ao Imperador, mais uma vez, exigindo outra invasão britânica, embora de uma dimensão e duração muito menor, para restaurar a monarquia. A queda de Guadalupe marcou o final do último território francês no Caribe; agora toda a região estava nas mãos dos britânicos ou espanhóis, exceto o estado independente do Haiti. A falta de corsários franceses e navios de guerra provocaram um estrondo de operações de comércio, e as economias das ilhas do Caribe experimentaram um ressurgimento. Ela também fez uma redução significativa no comércio internacional francês e teve um efeito correspondente sobre a economia francesa. Finalmente, a captura da última colônia francesa foi um golpe decisivo para o comércio de escravos no Atlântico, que foi considerado ilegal pelo governo britânico em 1807 e estava ativamente sendo perseguido pela Marinha Real. Sem colônias francesas no Caribe, não havia mercado pronto para escravos na região e, consequentemente, o comércio de escravos deteriorou.